# Lista celor mai înalte coșuri de fum din lume

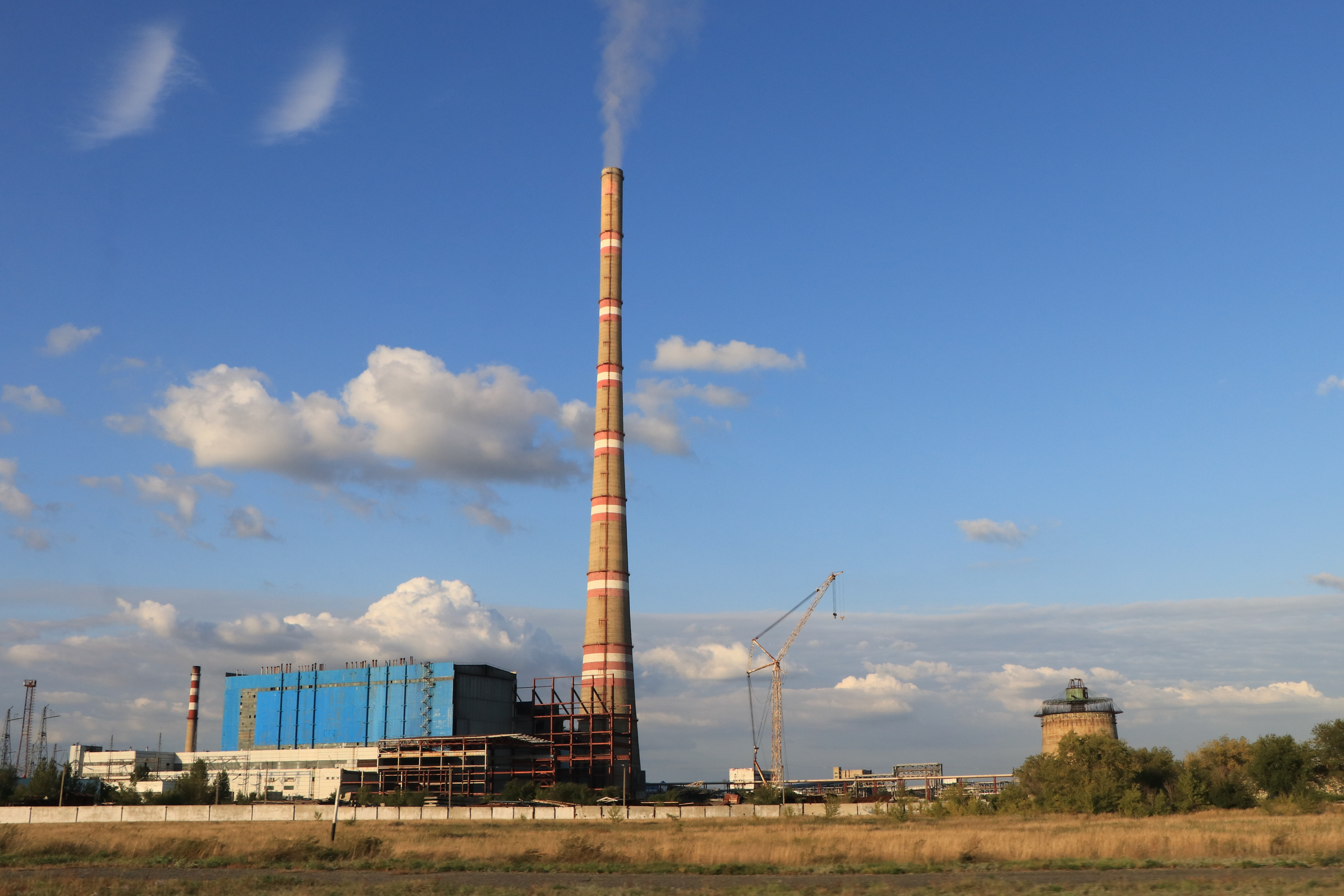
Coșul de fum al termocentralei Ekibastuz GRES-2 din Kazahstan, cel mai înalt din lume

Lista celor mai înalte coșuri de fum din lume prezintă, în ordine descrescătoare a înălțimii, coșurile de fum de peste 250 de metri construite din beton armat, dar și cele mai înalte coșuri de fum, de peste 150 de metri, construite din tuburi metalice.
Deși multe tipuri de instalații industriale au coșuri de fum înalte, majoritatea coșurilor de fum cu înălțimi de peste 200 de metri fac parte din centrale termice, în special pe cărbune. Utilizarea coșurilor înalte rezidă din dorința de creștere a efectului de coș, pentru a asigura dispersarea cât mai eficientă a fumului și gazelor arse rezultate dintr-un proces tehnologic. Doar câteva topitorii, oțelării, uzine chimice și rafinării de petrol mai folosesc astfel de coșuri înalte.

## Lista celor mai înalte coșuri de fum
| Notă: | Rândurile marcate cu culoare gri reprezintă coșurile de fum care au fost demolate |

| Imagine | Nume/Locație                                                     | Înălțime (m) | An                     | Țară                  | Oraș                                             | Observații | Note                        |
|         |                                                                  |              |                        |                       |                                                  | |                             |
| ------- | ---------------------------------------------------------------- | ------------ | ---------------------- | --------------------- | ------------------------------------------------ | --- | --------------------------- |
|         | Termocentrala Ekıbastūz GRES-2                                   | 419,7        | 1987                   | Kazahstan             | Ekıbastūz, Provincia Pavlodar                    | Cel mai înalt coș de fum din lume | [ 1 ]                       |
|         | Inco Superstack                                                  | 380,1        | 1971                   | Canada                | Sudbury, Ontario                                 | Cel mai înalt coș de fum din emisfera vestică. Programat pentru demolare | [ 2 ] [ 3 ]                 |
|         | Termocentrala Homer City (coșul de fum original al Unității 3)   | 371          | 1977                   | Statele Unite         | Homer City, Pennsylvania                         | Cel mai înalt coș de fum din Statele Unite. Nu mai este în funcțiune, fiind înlocuit în 2001 cu unul de 260 m                                                                 |                             |
|         | Kennecott Garfield Smelter Stack                                 | 370,4        | 1974                   | Statele Unite         | Magna, Utah                                      | |                             |
|         | Termocentrala Berezovskaya                                       | 370          | 1985                   | Rusia                 | Șaripovo, Ținutul Krasnoiarsk                    | Cel mai înalt coș de fum din Rusia |                             |
|         | Termocentrala Mitchell (coșul original)                          | 367,6        | 1968                   | Statele Unite         | Moundsville, West Virginia                       | Cel mai înalt coș de fum din lume din 1968 până în 1971. Nu mai este în funcțiune, fiind înlocuit în 2006 cu un coș de fum de 300 m                                           |                             |
|         | Termocentrala Trbovlje                                           | 360          | 1976                   | Slovenia              | Trbovlje, Stiria de Jos                          | Cel mai înalt coș de fum din Europa. Nu a mai fost utilizat după închiderea termocentralei în 2014, devenind cel mai lung traseu artificial de escaladă din lume              | [ 4 ]                       |
|         | Termocentrala Endesa                                             | 356          | 1974                   | Spania                | As Pontes de García Rodríguez, Galicia           | Cel mai înalt coș cu mai multe fumuri din lume și, de asemenea, cel mai masiv coș de fum din lume după volumul materialelor utilizate în construcție                          | [ 5 ]                       |
|         | Combinatul Phoenix Baia Mare                                     | 351,5        | 1995                   | România               | Baia Mare, județul Maramureș                     | Cea mai înaltă structură din România și a treia construcție industrialǎ din Europa                                                                                            | [ 6 ]                       |
|         | Termocentrala Sırdarïnskaya (coșul nr. 3)                        | 350          | 1980                   | Uzbekistan            | Șirin, Regiunea Sârdaria                         | | [ 7 ]                       |
|         | Termcentrala Teruel                                              | 343          | 1981                   | Spania                | Teruel, Aragon                                   | Demolat cu exploziv la 16 februarie 2023, reprezentând un nou record mondial ca cea mai înaltă structură de sine stătătoare demolată prin explozie                            |                             |
|         | Termcentrala Plomin                                              | 340          | 1999                   | Croația               | Plomin, Cantonul Istria                          | | [ 8 ]                       |
|         | Termcentrala Westerholt                                          | 300          | 1981                   | Germania              | Gelsenkirchen–Westerholt, Saxonia Inferioară     | Demolat la 3 decembrie 2006 |                             |
|         | Termcentrala Mountaineer (coșul original)                        | 336,2        | 1980                   | Statele Unite         | New Haven, West Virginia                         | Nu mai este în funcțiune, fiind înlocuit cu unul de 300 m |                             |
|         | Termocentrala Harkov TEC-5                                       | 330          | 1991                   | Ucraina               | Podvirky, Raionul Harkov                         | |                             |
|         | Termocentrala Primorskaya GRES (coșul nr. 3)                     | 330          | 1990                   | Rusia                 | Lucegorsk, Ținutul Primorie                      | |                             |
|         | Termocentrala Gusinoozyorskaya GRES (coșul nr. 2)                | 330          | 1988                   | Rusia                 | Gusinoozyorsk, Bureatia                          | | [ 9 ]                       |
|         | Termocentrala Cuciurgan (coșul nr. 5)                            | 330          | 1987                   | Moldova               | Dnestrovsc, Transnistria                         | | [ 10 ]                      |
|         | Termocentrala Novo-Angrenskaya                                   | 330          | 1985                   | Uzbekistan            | Olmaliq, Angren, Regiunea Tașkent                | | [ 11 ]                      |
|         | Termocentrala Permskaya GRES (2 coșuri)                          | 330          | 1982, 1992             | Rusia                 | Dobrianka, Ținutul Perm                          | | [ 12 ] [ 13 ]               |
|         | Termocentrala Ekibastuz GRES-1 (coșul nr. 2)                     | 330          | 1982                   | Kazahstan             | Ekibastuz, Provincia Pavlodar                    | |                             |
|         | Termocentrala Zuevska                                            | 330          | 1981                   | Ucraina               | Zuhres, Regiunea Donețk                          | |                             |
|         | Termocentrala Reftinskaya GRES (coșul nr. 4)                     | 330          | 1979                   | Rusia                 | Reftinsky, Regiunea Sverdlovsk                   | |                             |
|         | Topitoria și rafinăria de cupru Aurubis Pirdop                   | 325          | 1987                   | Bulgaria              | Pirdop, Regiunea Sofia                           | |                             |
|         | Termocentrala Marița Iztok-3                                     | 324,6        | 1980                   | Bulgaria              | Stara Zagora, Regiunea Stara Zagora              | | [ 14 ]                      |
|         | Termocentrala Marița Iztok-2 (2 coșuri)                          | 324,6        | 1977, 1980             | Bulgaria              | Stara Zagora, Regiunea Stara Zagora              | Coșurile de fum nr. 2 și nr. 3 | [ 15 ] [ 16 ]               |
|         | Termocentrala Kirișskaya GRES (2 coșuri)                         | 320          | 1984, 1986             | Rusia                 | Kiriși, Regiunea Leningrad                       | |                             |
|         | Termocentrala Azerbaidjan (2 coșuri)                             | 320          | 1981, 1990             | Azerbaidjan           | Mingacevir                                       | Cea mai înaltă structură de sine stătătoare la vest de Caucazul de Sud |                             |
|         | Termocentrala Kostromskaya GRES (coșul nr. 3)                    | 320          | 1980                   | Rusia                 | Volgorechensk, Regiunea Kostroma                 | |                             |
|         | Termocentrala Ryazanskaya GRES (2 coșuri)                        | 320          | 1973, 1980             | Rusia                 | Novomichurinsk, Regiunea Reazan                  | |                             |
|         | Termocentrala Vuhlehirska (2 coșuri)                             | 320          | 1972, 1975             | Ucraina               | Svitlodarsk, Raionul Bahmut, Donețk              | | [ 17 ] [ 18 ]               |
|         | Termocentrala Zaporijjskaya GRES]] (2 coșuri)                    | 320          | 1972, 1977             | Ucraina               | Enerhodar, Regiunea Zaporijjea                   | | [ 19 ]                      |
|         | Termocentrala Rockport                                           | 316,4        | 1984                   | Statele Unite         | Rockport, Indiana                                | |                             |
|         | Termocentrala Ugljevik                                           | 310          | 1985                   | Bosnia și Herțegovina | Ugljevik, Republika Srpska                       | |                             |
|         | Termocentrala Armstrong                                          | 308,15       | 1982                   | Statele Unite         | Kittanning, Pennsylvania                         | |                             |
|         | Termocentrala Harllee Branch                                     | 307          | 1978                   | Statele Unite         | Milledgeville, Georgia                           | Demolat prin explozie la 15 octombrie 2016 |                             |
|         | Termocentrala Buschhaus                                          | 307          | 1984                   | Germania              | Helmstedt, Saxonia Inferioară                    | |                             |
|         | Termocentrala Jaworzno                                           | 306          | 1977                   | Polonia               | Jaworzno, Voievodatul Silezia                    | |                             |
|         | Complexul minier Trepča                                          | 306          | 1972                   | Kosovo                | Zvečan, Districtul Mitrovița                     | | [ 20 ]                      |
|         | Termocentrala Robert W Scherer (2 coșuri)                        | 305          | 1983, 1985             | Statele Unite         | Juliette, Georgia                                | |                             |
|         | Termocentrala Independence                                       | 305          | 1983                   | Statele Unite         | Newark, Arkansas                                 | |                             |
|         | Termocentrala Kyger Creek                                        | 305          | 1980                   | Statele Unite         | Cheshire, Ohio                                   | |                             |
|         | Termocentrala White Bluff                                        | 305          | 1980                   | Statele Unite         | Pine Bluff, Arkansas                             | |                             |
|         | Termocentrala Widows Creek                                       | 305          | 1977                   | Statele Unite         | Stevenson, Alabama                               | Demolat prin explozie la 3 decembrie 2020 |                             |
|         | Termocentrala Chvaletice                                         | 305          | 1977                   | Cehia                 | Chvaletice, Regiunea Pardubice                   | |                             |
|         | Termocentrala Hal B. Wansley                                     | 305          | 1976                   | Statele Unite         | Carrollton, Georgia                              | |                             |
|         | Termocentrala Kingston (2 coșuri)                                | 305          | 1976                   | Statele Unite         | Kingston, Tennessee                              | Unitățile 1–5 și 6–9 | [ 21 ] [ 22 ]               |
|         | Termocentrala Bowen (2 coșuri)                                   | 305          | 1975                   | Statele Unite         | Cartersville, Georgia                            | | [ 23 ] [ 24 ]               |
|         | Termocentrala Harrison (3 coșuri)                                | 305          | 1972, 1973, 1994       | Statele Unite         | Haywood, West Virginia                           | Unitățile 1-2 și 2-3 | [ 25 ] [ 26 ]               |
|         | Termocentrala Conemaugh (2 coșuri)                               | 305          | 1970, 1971             | Statele Unite         | Seward, Pennsylvania                             | Unitățile 1 și 2 | [ 27 ] [ 28 ]               |
|         | Termocentrala Cumberland (2 coșuri)                              | 305          | 1970                   | Statele Unite         | Cumberland City, Tennessee                       | Unitățile 1 și 2 | [ 29 ] [ 30 ]               |
|         | Termocentrala W. H. Sammis                                       | 305          | 1970                   | Statele Unite         | Stratton, Ohio                                   | Unitatea 7 |                             |
|         | Topitoria de cupru Hayden                                        | 305          | 197?                   | Statele Unite         | Hayden, Arizona                                  | |                             |
|         | Termocentrala Pleasants (2 coșuri)                               | 304,8        | 1979, 1980             | Statele Unite         | Belmont, West Virginia                           | | [ 31 ] [ 32 ]               |
|         | Termocentrala Cardinal                                           | 304,8        | 1977                   | Statele Unite         | Brilliant, Ohio                                  | Unitatea 3 |                             |
|         | Termocentrala Mitchell (coșul nr. 2)                             | 304,8        | 2006                   | Statele Unite         | Moundsville, West Virginia                       | | [ 33 ]                      |
|         | Termocentrala Chemnitz-Nord                                      | 301,8        | 1984                   | Germania              | Chemnitz, Saxonia                                | |                             |
|         | Fabrica de combustibil sintetic Sasol Secunda CTL                | 301          | 1979                   | Africa de Sud         | Secunda, Provincia Mpumalanga                    | Cel mai înalt coș de fum din emisfera sudică |                             |
|         | Termocentrala Voljskaya TEC-2                                    | 300,7        | 1988                   | Rusia                 | Voljsky, Regiunea Volgograd                      | |                             |
|         | Termocentrala Lippendorf                                         | 300          | 1967                   | Germania              | Lippendorf, Saxonia                              | Pentru scurt timp, cel mai înalt coș de fum din lume. Demolat în 2005 |                             |
|         | Termocentrala Thierbach                                          | 300          | 1968                   | Germania              | Espenhain, Saxonia                               | Demolat în 2002 |                             |
|         | Termocentrala Scholven (coșul pentru unitățile B-E)              | 300          | 1968                   | Germania              | Gelsenkirchen, Renania de Nord-Westfalia         | Folosit și ca stâlp de susținere a liniei electrice de 220 kV care părăsește Unitatea D                                                                                       |                             |
|         | Termocentrala Scholven (coșul pentru unitățile F-H)              | 300          | 1974                   | Germania              | Gelsenkirchen, Renania de Nord-Westfalia         | |                             |
|         | Termocentrala Marl-Chemiepark                                    | 300          | 197?                   | Germania              | Marl, Renania de Nord-Westfalia                  | Demolat în 1995 |                             |
|         | Termocentrala Vojany EVO 2                                       | 300          | 1974                   | Slovacia              | Vojany, Regiunea Košice                          | Înălțimea a fost redusă la 175 m în 1998 |                             |
|         | Termocentrala Tušimice                                           | 300          | 1974                   | Cehia                 | Tušimice, Regiunea Ústí nad Labem                | Demolat în 2011-2012 |                             |
|         | Termocentrala Rybnik (coșul nr. 2)                               | 300          | 1974                   | Polonia               | Rybnik, Voievodatul Silezia                      | |                             |
|         | Termocentrala Novaky                                             | 300          | 1976                   | Slovacia              | Nováky, Regiunea Trenčín                         | |                             |
|         | Termocentrala Clifty Creek                                       | 300          | 1978                   | Statele Unite         | Madison, Indiana                                 | |                             |
|         | Termocentrala Kozienice                                          | 300          | 1978                   | Polonia               | Świerże Górne, Kozienice, Voievodatul Mazovia    | |                             |
|         | Termocentrala Bełchatów (2 coșuri)                               | 300          | 1979, 1982             | Polonia               | Bełchatów, Voievodatul Łódź                      | |                             |
|         | Termocentrala Boxberg (3 coșuri)                                 | 300          | 1979                   | Germania              | Boxberg, Saxonia                                 | Demolate în 2000, 2009 și 2012 | [ 34 ] [ 35 ] [ 36 ] [ 37 ] |
|         | Termocentrala Ekibastuz GRES-1 (coșul nr. 1)                     | 300          | 1980                   | Kazahstan             | Ekibastuz, Provincia Pavlodar                    | |                             |
|         | Termocentrala Prunéřov                                           | 300          | 1981                   | Cehia                 | Kadaň, Regiunea Ústí nad Labem                   | Unitatea 2 |                             |
|         | Termocentrala Halânga                                            | 300          | 1981                   | România               | Halânga, județul Mehedinți                       | |                             |
|         | Termocentrala Jänschwalde (3 coșuri)                             | 300          | 1981                   | Germania              | Jänschwalde, Brandenburg                         | Demolate în perioada 2002–2007 |                             |
|         | Termocentrala Duvha (2 coșuri)                                   | 300          | 1982                   | Africa de Sud         | Witbank, Provincia Mpumalanga                    | |                             |
|         | Termocentrala Warszawa-Kawęczyn                                  | 300          | 1983                   | Polonia               | Kawęczyn, Varșovia                               | |                             |
|         | Termocentrala Kemerköy                                           | 300          | 1983                   | Turcia                | Mugla                                            | |                             |
|         | Termocentrala Kakanj                                             | 300          | 1987                   | Bosnia și Herțegovina | Kakanj, Cantonul Zenica-Doboj                    | |                             |
|         | Termocentrala Walsum                                             | 300          | 1988                   | Germania              | Duisburg-Walsum, Renania de Nord-Westfalia       | |                             |
|         | Termocentrala Bishkek TEC                                        | 300          | 1989                   | Kârgâzstan            | Bișkek                                           | | [ 38 ]                      |
|         | Termocentrala Herne                                              | 300          | 1989                   | Germania              | Herne, Renania de Nord-Westfalia                 | |                             |
|         | Termocentrala Orot Rabin (coșul nr. 3)                           | 300          | 1997                   | Israel                | Hadera, Districtul Haifa                         | |                             |
|         | Termocentrala Provence                                           | 297          | 1984                   | Franța                | Gardanne, Bouches-du-Rhône                       | |                             |
|         | Termocentrala Kostolac (unitatea B)                              | 295          | 1987                   | Serbia                | Kostolac, Districtul Braničevo                   | |                             |
|         | Termocentrala Compostilla II (coșul nr. 2)                       | 290          | 1984                   | Spania                | Cubillos del Sil, Provincia León                 | |                             |
|         | Termocentrala Bruce Mansfield                                    | 289,6        | 1976                   | Statele Unite         | Shippingport, Pennsylvania                       | Unitățile 1 și 2 |                             |
|         | Termocentrala Bergkamen                                          | 284          | 1981                   | Germania              | Bergkamen, Renania de Nord-Westfalia             | |                             |
|         | Termocentrala Krasnoyarskaya TEC-3 (coșul nr. 3)                 | 283,2        | 1991                   | Rusia                 | Krasnoiarsk, Ținutul Krasnoiarsk                 | |                             |
|         | Termocentrala Werdohl-Elverlingsen                               | 282          | 1982                   | Germania              | Werdohl, Renania de Nord-Westfalia               | |                             |
|         | Topitoria de cupru Fundidora Mexicana de Cobre                   | 280          | 1988                   | Mexic                 | Nacozari, Sonora                                 | |                             |
|         | Termocentrala Nikola Tesla                                       | 280          | 1983                   | Serbia                | Obrenovac, Belgrad                               | Unitatea B |                             |
|         | CET Brașov                                                       | 280          | 1986                   | România               | Brașov, județul Brașov                           | | [ 39 ]                      |
|         | Complexul Energetic Turceni (4 coșuri)                           | 280          | 1978, 1980, 1983, 1987 | România               | Turceni, județul Gorj                            | |                             |
|         | Complexul Energetic Rovinari                                     | 280          |                        | România               | Rovinari, județul Gorj                           | |                             |
|         | CET Sud Pitești                                                  | 280          | 1989                   | România               | Pitești, județul Argeș                           | | [ 40 ] [ 41 ]               |
|         | Termocentrala Omskaya TEC-5 (coșul nr. 2)                        | 277,5        | 1983                   | Rusia                 | Omsk, Regiunea Omsk                              | |                             |
|         | Termocentrala Matla (coșul nr. 3)                                | 276          | 1982                   | Africa de Sud         | Kriel, Provincia Mpumalanga                      | Demolat |                             |
|         | Termocentrala Kyyivsʹka TEC-6                                    | 276          | 1982                   | Ucraina               | Kiev                                             | |                             |
|         | Termocentrala John E. Amos                                       | 275,4        | 1971-1973              | Statele Unite         | Winfield, West Virginia                          | |                             |
|         | Termocentrala Dahanu                                             | 275,3        | 1995                   | India                 | Dahanu, Maharashtra                              | Cel mai înalt coș de fum din India |                             |
|         | Termocentrala Krasnoyarskaya TEC-1 (coșul nr. 4)                 | 275          | 2020                   | Rusia                 | Krasnoiarsk, Regiunea Krasnoiarsk                | |                             |
|         | Termocentrala Adhunik                                            | 275          | 2012                   | India                 | Padampur, Jharkhand                              | |                             |
|         | Termocentrala Korba                                              | 275          | 2009                   | India                 | Korba, Chhattisgarh                              | În 2009, când construcția ajunsese la 240 m, coșul de fum s-a prăbușit deasupra a peste 100 de muncitori care se adăpostiseră de o furtună. Au fost înregistrate 45 de decese |                             |
|         | Termocentrala Deenbandhu Chhotu Ram                              | 275          | 2008                   | India                 | Yamunanagar, Haryana                             | |                             |
|         | Termocentrala Captive, Vedanta Aluminium Ltd                     | 275          | 2007                   | India                 | Jharsuguda, Odisha                               | |                             |
|         | Termocentrala Sagardighi                                         | 275          | 2004                   | India                 | Sagardighi, Bengalul de Vest                     | |                             |
|         | Termocentrala Rihand (2 coșuri)                                  | 275          | 1988, 2005, 2012       | India                 | Renukut, Uttar Pradesh                           | |                             |
|         | Termocentrala Kendal (2 coșuri)                                  | 275          | 1988, 1991             | Africa de Sud         | Kendal, Mpumalanga                               | |                             |
|         | Termocentrala Lethabo (2 coșuri)                                 | 275          | 1985, 1988             | Africa de Sud         | Vereeniging, Provincia Gauteng                   | |                             |
|         | Termocentrala Tutuka (2 coșuri)                                  | 275          | 1985, 1988             | Africa de Sud         | Standerton, Mpumalanga                           | |                             |
|         | Termocentrala Ibbenbüren                                         | 275          | 1985                   | Germania              | Ibbenbüren, Renania de Nord-Westfalia            | |                             |
|         | Termocentrala Matla (coșul nr. 2)                                | 275          | 1984                   | Africa de Sud         | Kriel, Mpumalanga                                | |                             |
|         | Termocentrala Wilhelmshaven                                      | 275          | 1976                   | Germania              | Wilhelmshaven, Saxonia Inferioară                | |                             |
|         | Termocentrala Orhaneli                                           | 275          | 1991                   | Turcia                | Orhaneli, Provincia Bursa                        | |                             |
|         | Termocentrala Killen                                             | 274,5        | 1982                   | Statele Unite         | Wrightsville, Ohio                               | |                             |
|         | Termocentrala Kammer Mitchell                                    | 274,5        | 1978                   | Statele Unite         | Moundsville, West Virginia                       | |                             |
|         | Termocentrala Volgodonsk TEC-2 (coșul nr. 2)                     | 274          | 1989                   | Rusia                 | Volgodonsk, Regiunea Rostov                      | | [ 42 ]                      |
|         | Termocentrala Łódź                                               | 274          | 1977                   | Polonia               | Łódź, Voievodatul Łódź                           | |                             |
|         | Termocentrala Talimarjan                                         | 273          | 1989                   | Uzbekistan            | Nuristan, Regiunea Kașkadaria                    | |                             |
|         | Termocentrala Cardinal                                           | 272,8        | 1977                   | Statele Unite         | Brilliant, Ohio                                  | Unitatea 3 |                             |
|         | Termocentrala Hrazdan                                            | 270          | 1990                   | Armenia               | Hrazdan                                          | Unitatea 5 | [ 43 ]                      |
|         | Termocentrala Tbilisi (coșul nr. 3)                              | 270          | 1990                   | Georgia               | Gardabani, Kvemo Kartli                          | |                             |
|         | Termocentrala Kurganskaya TEC-1 (coșul nr. 2)                    | 270          | 1987                   | Rusia                 | Kurgan, Districtul Federal Ural                  | |                             |
|         | Termocentrala Surgutskaya GRES-2 (3 coșuri)                      | 270          | 1985, 1986, 1991       | Rusia                 | Surgut, Districtul autonom Hantî-Mansi           | |                             |
|         | Termocentrala Tobolskaya TEC                                     | 270          | 1986                   | Rusia                 | Tobolsk, Regiunea Tiumen                         | Folosit și ca stâlp de sprijin pentru două linii electrice de 220 kV |                             |
|         | Termocentrala Krasnoyarskaya GRES-2 (coșul nr. 4)                | 270          | 1983                   | Rusia                 | Zelenogorsk, Ținutul Krasnoiarsk                 | |                             |
|         | Termocentrala Stavropolskaya GRES (coșul nr. 2)                  | 270          | 1983                   | Rusia                 | Solnechnodolsk, Ținutul Stavropol                | |                             |
|         | Mount Isa Mines Smelter                                          | 270          | 1978                   | Australia             | Mount Isa, Queensland                            | |                             |
|         | Termocentrala Karmanovskaya GRES (coșul nr. 3)                   | 270          | 1973                   | Rusia                 | Energetik, Bașchiria                             | |                             |
|         | Termocentrala Mělník                                             | 270          | 1971                   | Cehia                 | Horní Počaply, Regiunea Boemia Centrală          | |                             |
|         | Termocentrala Kostromskaya GRES (coșul nr. 1)                    | 270          | 1970                   | Rusia                 | Volgorechensk, Regiunea Kostroma                 | |                             |
|         | Termocentrala Compostilla II (coșul nr. 1)                       | 270          | 1972                   | Spania                | Cubillos del Sil, Provincia León                 | |                             |
|         | Termocentrala Shengtou 2                                         | 270          |                        | China                 | Shuozhou, Shanxi                                 | cel mai înalt coș de fum din China, împreună cu coșul sudic de la termocentrala Suizhong                                                                                      | [ 44 ]                      |
|         | Termocentrala Suizhong (coșul sudic)                             | 270          |                        | China                 | Qinhuangdao, Hebei                               | cel mai înalt coș de fum din China, împreună cu coșul termocentralei Shengtou 2                                                                                               | [ 44 ]                      |
|         | Termocentrala Naberezhnochelninskaya TEC (coșul nr. 3)           | 265          | 1976                   | Rusia                 | Naberejnîe Celnî, Republica Tatarstan            | |                             |
|         | Termocentrala Cracovia-Leg                                       | 262          | 1970                   | Polonia               | Cracovia, Voievodatul Polonia Mică               | |                             |
|         | Termocentrala Siersza                                            | 262          | 1970                   | Polonia               | Siersza, Trzebinia, Voievodatul Polonia Mică     | |                             |
|         | Termocentrala Novosibirskaya TEC-5                               | 260          | 1985                   | Rusia                 | Novosibirsk, Regiunea Novosibirsk                | |                             |
|         | Termocentrala Loy Yang                                           | 260          | 1993                   | Australia             | Traralgon, Victoria                              | Unitatea B |                             |
|         | Termocentrala Rybnik (coșul nr. 1)                               | 260          | 1972                   | Polonia               | Rybnik, Voievodatul Silezia                      | |                             |
|         | Termocentrala Dětmarovice                                        | 259          | 1975                   | Cehia                 | Dětmarovice, Regiunea Moravia-Silezia            | |                             |
|         | Termocentrala Shawville                                          | 259          | 1976                   | Statele Unite         | Shawville, Pennsylvania                          | |                             |
|         | Termocentrala R. E. Burger                                       | 259          | 1972                   | Statele Unite         | Shadyside, Ohio                                  | Demolat pe 29 iulie 2016 |                             |
|         | Termocentrala W. H. Sammis (2&bsp;coșuri),                       | 259          | 1967                   | Statele Unite         | Stratton, Ohio                                   | Unitățile 5 și 6 |                             |
|         | Termocentrala Drax                                               | 259          | 1969                   | Regatul Unit          | Drax, North Yorkshire, Anglia                    | Cel mai înalt coș de fum industrial din Marea Britanie | [ 45 ] [ 46 ]               |
|         | Termocentrala Omskaya TEC-4 (coșul nr. 2)                        | 258,5        |                        | Rusia                 | Omsk, Regiunea Omsk                              | |                             |
|         | Termocentrala Robert W Scherer                                   | 258          | 2010                   | Statele Unite         | Juliette, Georgia                                | Unitățile 3 și 4 |                             |
|         | Termocentrala Zapadno-Sibirskaya TEC (coșul nr. 2)               | 257          | 198?                   | Rusia                 | Novokuznetsk, Regiunea Kemerovo                  | |                             |
|         | Termocentrala Bremen-Hafen                                       | 256          | 1979                   | Germania              | Bremen                                           | Unitatea 6 |                             |
|         | Hamburg-Port                                                     | 256          |                        | Germania              | Hamburg                                          | Demolat prin explozie în aprilie 2004, când s-au produs daune suplimentare cauzate de calcularea greșită a traiectoriilor resturilor                                          |                             |
|         | Termocentrala Pruszków                                           | 256          |                        | Polonia               | Moszna-Parcela, Pruszków, Voievodatul Mazovia    | Centrala electrică nu a fost niciodată pusă în funcțiune |                             |
|         | Termocentrala Kostromskaya GRES (coșul nr. 2)                    | 255,4        | 1972                   | Rusia                 | Volgorechensk, Regiunea Kostroma                 | | [ 47 ]                      |
|         | Termocentrala Loy Yang (2 coșuri)                                | 255          | 1984, 1988             | Australia             | Traralgon, Victoria                              | Unitatea A |                             |
|         | Termocentrala J. M. Gavin                                        | 253          | 1994                   | Statele Unite         | Cheshire, Ohio                                   | |                             |
|         | Termocentrala Yates (2 coșuri)                                   | 253          | 1974                   | Statele Unite         | Newnan, Georgia                                  | Unul dintre coșuri a fost demolat pe 21 ianuarie 2017 |                             |
|         | Topitoria El Paso Smelter (coșul nr. 2)                          | 252,5        | 1967                   | Statele Unite         | El Paso, Texas                                   | Pentru scurt timp, cel mai înalt coș de fum din lume. Demolat în aprilie 2013                                                                                                 |                             |
|         | Termocentrala Aramon                                             | 252          | 1977                   | Franța                | Aramon, Occitania                                | |                             |
|         | Termocentrala Eesti (2 coșuri)                                   | 251,5        | 1973                   | Estonia               | Narva, Comitatul Ida-Viru                        | |                             |
|         | Termocentrala Aksuskaya GRES (coșul nr. 3)                       | 251,5        | 1973                   | Kazahstan             | Aksu, Provincia Pavlodar                         | | [ 48 ]                      |
|         | Termocentrala Kuznetskaya TEC                                    | 251          | 198?                   | Rusia                 | Novokuznețk, Regiunea Kemerovo                   | |                             |
|         | Topitoria Hudbay Minerals Flin Flon Smelter                      | 251          | 1973                   | Canada                | Flin Flon, Manitoba                              | Topitoria a fost închisă în 2010 |                             |
|         | Termocentrala Volzhskaya TEC-1 (coșul nr. 2)                     | 251          | 1962                   | Rusia                 | Voljski, Regiunea Volgograd                      | |                             |
|         | Termocentrala Esbjerg                                            | 250,2        | 1992                   | Danemarca             | Esbjerg, Regiunea Syddanmark                     | |                             |
|         | Termocentrala Majuba (2 coșuri)                                  | 250          | 1996, 2000             | Africa de Sud         | Volksrust, Provincia Mpumalanga                  | |                             |
|         | Termocentrala Orot Rabin (2 coșuri)                              | 250          | 1993                   | Israel                | Hadera, Districtul Haifa                         | Unitățile 1 și 2 |                             |
|         | Termocentrala Nizhnevartovsk GRES                                | 250          | 1992                   | Rusia                 | Izlucinsk, Districtul autonom Hantî-Mansi        | |                             |
|         | Termocentrala Novo-Ziminskaya TEC (coșul nr. 2)                  | 250          | 1990                   | Rusia                 | Zima, Regiunea Irkutsk                           | Nu a intrat în operare | [ 49 ]                      |
|         | Termocentrala Rutenberg (2 coșuri)                               | 250          | 1990, 2000             | Israel                | Așkelon                                          | |                             |
|         | Termocentrala Matimba (2 coșuri)                                 | 250          | 1987, 1990             | Africa de Sud         | Ellisras, Provincia Limpopo                      | |                             |
|         | Termocentrala Taichung (4 coșuri)                                | 250          | 1991, 1992, 1996, 1997 | Taiwan                | Taichung                                         | Cel mai înalt coș de fum industrial din Taiwan |                             |
|         | Termocentrala Bayswater (2 coșuri)                               | 250          | 1985, 1986             | Australia             | Hunter Valley, New South Wales                   | |                             |
|         | Termocentrala Mount Piper                                        | 250          | 1993                   | Australia             | Lithgow, New South Wales                         | |                             |
|         | Termocentrala Voerde (coșul nr. 2)                               | 250          | 1982                   | Germania              | Voerde, Renania de Nord-Westfalia                | |                             |
|         | Termocentrala Halânga (coșul sudic)                              | 250          | 1981                   | România               | Halânga, județul Mehedinți                       | |                             |
|         | Termocentrala Stráž pod Ralskem                                  | 250          | 1979                   | Cehia                 | Stráž pod Ralskem, Regiunea Liberec              | |                             |
|         | Termocentrala Rijeka                                             | 250          | 1978                   | Croația               | Kostrena, Cantonul Primorje-Gorski Kotar         | |                             |
|         | Termocentrala Bakar Eurco                                        | 250          | 1978                   | Croația               | Bakar, Cantonul Primorje-Gorski Kotar            | Demolat în 2005 |                             |
|         | Termocentrala Grosskrotzenburg                                   | 250          | 1992                   | Germania              | Großkrotzenburg, Hesse                           | |                             |
|         | Termocentrala Lünen                                              | 250          | 1984                   | Germania              | Lünen, Renania de Nord-Westfalia                 | |                             |
|         | Termocentrala Altbach (2 coșuri)                                 | 250          | 1985, 1997             | Germania              | Altbach, Baden-Württemberg                       | |                             |
|         | Termocentrala Heilbronn                                          | 250          | 1986                   | Germania              | Heilbronn, Baden-Württemberg                     | |                             |
|         | Combinatul siderurgic Duisburg-Schwelgern Sinterplant (2 coșuri) | 250          | 1973                   | Germania              | Duisburg, Renania de Nord-Westfalia              | Cel mai mare furnal din Europa |                             |
|         | Rafinăria Fina Duisburg                                          | 250          | 1981                   | Germania              | Duisburg–Neuenkamp, Renania de Nord-Westfalia    | |                             |
|         | DK Recycling und Roheisen GmbH Duisburg                          | 250          |                        | Germania              | Duisburg-Hochfeld, Renania de Nord-Westfalia     | |                             |
|         | Termocentrala Mehrum                                             | 250          | 1979                   | Germania              | Hohenhameln, Saxonia Inferioară                  | |                             |
|         | Termocentrala AES Tisza 2                                        | 250          | 1974                   | Ungaria               | Tiszaújváros                                     | |                             |
|         | Termocentrala Porto Tolle                                        | 250          | 1977                   | Italia                | Porto Tolle, Veneto                              | |                             |
|         | Termocentrala Połaniec (2 coșuri)                                | 250          | 1979, 1983             | Polonia               | Połaniec, Voievodatul Sfintei Cruci              | |                             |
|         | Combinatul Siderurgic Katowice                                   | 250          | 1975                   | Polonia               | Katowice, Voievodatul Silezia                    | |                             |
|         | Termocentrala Dolna Odra (2 coșuri)                              | 250          | 1973, 1976             | Polonia               | Nowe Czarnowo, Voievodatul Pomerania Occidentală | Un coș de 250 m a fost demolat după construirea unei instalații de curățare a fumului                                                                                         |                             |
|         | Termocentrala Opole                                              | 250          | 1993                   | Polonia               | Opole, Voievodatul Opole                         | |                             |
|         | Combinatul de fibre artificiale Wiskord                          | 250          | 1979                   | Polonia               | Szczecin, Voievodatul Pomerania Occidentală      | |                             |
|         | Termocentrala Ceboksary TEC-2 (coșul nr. 3)                      | 250          | 1986                   | Rusia                 | Ceboksarî, Republica Ciuvașia                    | |                             |
|         | Termocentrala Ust-Ilimskaya TEC (coșul nr. 2)                    | 250          | 1984                   | Rusia                 | Ust-Ilimsk, Regiunea Irkuțk                      | | [ 50 ]                      |
|         | Termocentrala Vilnius TEC-3                                      | 250          | 1983                   | Lituania              | Vilnius                                          | |                             |
|         | Termocentrala Krasnoyarsk GRES-2 (4 coșuri)                      | 250          | 1981                   | Rusia                 | Zelenogorsk, Regiunea Krasnoiarsk                | |                             |
|         | Termocentrala Novo-Sterlitamakskaya TEC                          | 250          | 1981                   | Rusia                 | Sterlitamak, Bașchiria                           | |                             |
|         | Termocentrala Novocheboksarskaya TEC-3 (coșul nr. 2)             | 250          | 1980                   | Rusia                 | Novocheboksarsk, Ciuvașia                        | |                             |
|         | Termocentrala Iriklinskaya GRES (coșul nr. 3)                    | 250          | 1979                   | Rusia                 | Energetik, Regiunea Orenburg                     | |                             |
|         | Termocentrala Nizhnekamskaya TEC-2 (2 coșuri)                    | 250          | 1978, 1982             | Rusia                 | Nijnekamsk, Republica Tatarstan                  | |                             |
|         | Termocentrala Lipetsk TEC-2                                      | 250          | 1978                   | Rusia                 | Lipețk, Regiunea Lipețk                          | |                             |
|         | Termocentrala Nizhnekamskaya TEC-1 (coșul nr. 3)                 | 250          | 1977                   | Rusia                 | Nijnekamsk, Republica Tatarstan                  | |                             |
|         | Termocentrala Cherepovetskaya GRES                               | 250          | 1976                   | Rusia                 | Kadui, Regiunea Vologda                          | |                             |
|         | Termocentrala Troitskaya GRES (coșul nr. 4)                      | 250          | 1976                   | Rusia                 | Troitsk, Regiunea Celiabinsk                     | |                             |
|         | Termocentrala Sankt Petersburg Nord TEC (2 coșuri)               | 250          | 1975, 1980             | Rusia                 | Sankt Petersburg                                 | |                             |
|         | Termocentrala Stavropolskaya GRES (coșul nr. 1)                  | 250          | 1974                   | Rusia                 | Solnechnodolsk, Ținutul Stavropol                | |                             |
|         | Termocentrala Naberezhnochelninskaya TEC (2 coșuri)              | 250          | 1973, 1976             | Rusia                 | Naberejnîe Celnî, Republica Tatarstan            | Unitățile 1 și 2 |                             |
|         | Termocentrala Karmanovskaya GRES (coșul nr. 2)                   | 250          | 1973                   | Rusia                 | Energetik, Bașchiria                             | |                             |
|         | Termocentrala Reftinskaya GRES (2 coșuri)                        | 250          | 1972, 1975             | Rusia                 | Reftinski, Regiunea Sverdlovsk                   | Unitățile 2 și 3 |                             |
|         | Termocentrala Kurahove (2 coșuri)                                | 250          | 1972                   | Ucraina               | Kurahove, Regiunea Donețk                        | Unitățile 5 și 6 |                             |
|         | Termocentrala Novocherkassk GRES (3 coșuri)                      | 250          | 1970, 1971, 1972       | Rusia                 | Novocerkassk, Regiunea Rostov                    | Unitățile 2, 3 și 4 |                             |
|         | Termocentrala Karaganda TEC-2 (2 coșuri)                         | 250          | 1973                   | Kazahstan             | Temirtau, Provincia Qaraǵandy                    | | [ 51 ]                      |
|         | Termocentrala Lukoml GRES (3 coșuri)                             | 250          | 1969, 1971, 1973       | Belarus               | Novolukoml, Regiunea Vitebsk                     | Utilizate și ca stâlpi de susținere pentru liniile electrice de 330 kV |                             |
|         | Termocentrala Konakovo GRES (coșul nr. 3)                        | 250          | 1970                   | Rusia                 | Konakovo, Regiunea Tver                          | |                             |
|         | Termocentrala Elektrėnai (2 coșuri)                              | 250          | 1968, 1973             | Lituania              | Elektrėnai, Vilnius                              | Unitățile 2 și 3. Coșul nr. 2 este utilizat și ca stâlp de susținere pentru linia electrică de 330 kV                                                                         |                             |
|         | Termocentrala Nazarovo (coșul nr. 4)                             | 250          | 1968                   | Rusia                 | Nazarovo, Regiunea Krasnoiarsk                   | |                             |
|         | Termocentrala Kashirskaya GRES (2 coșuri)                        | 250          | 1966/1983              | Rusia                 | Kașira, Regiunea Moscova                         | Pentru o scurtă perioadă, cel mai înalt coș de fum din lume. Utilizate și ca stâlpi de sprijin pentru liniile electrice de 220 kV                                             |                             |
|         | CET Constanța                                                    | 250          | 1999                   | România               | Constanța, județul Constanța                     | | [ 52 ] [ 53 ]               |

### Lista celor mai înalte coșuri de fum metalice

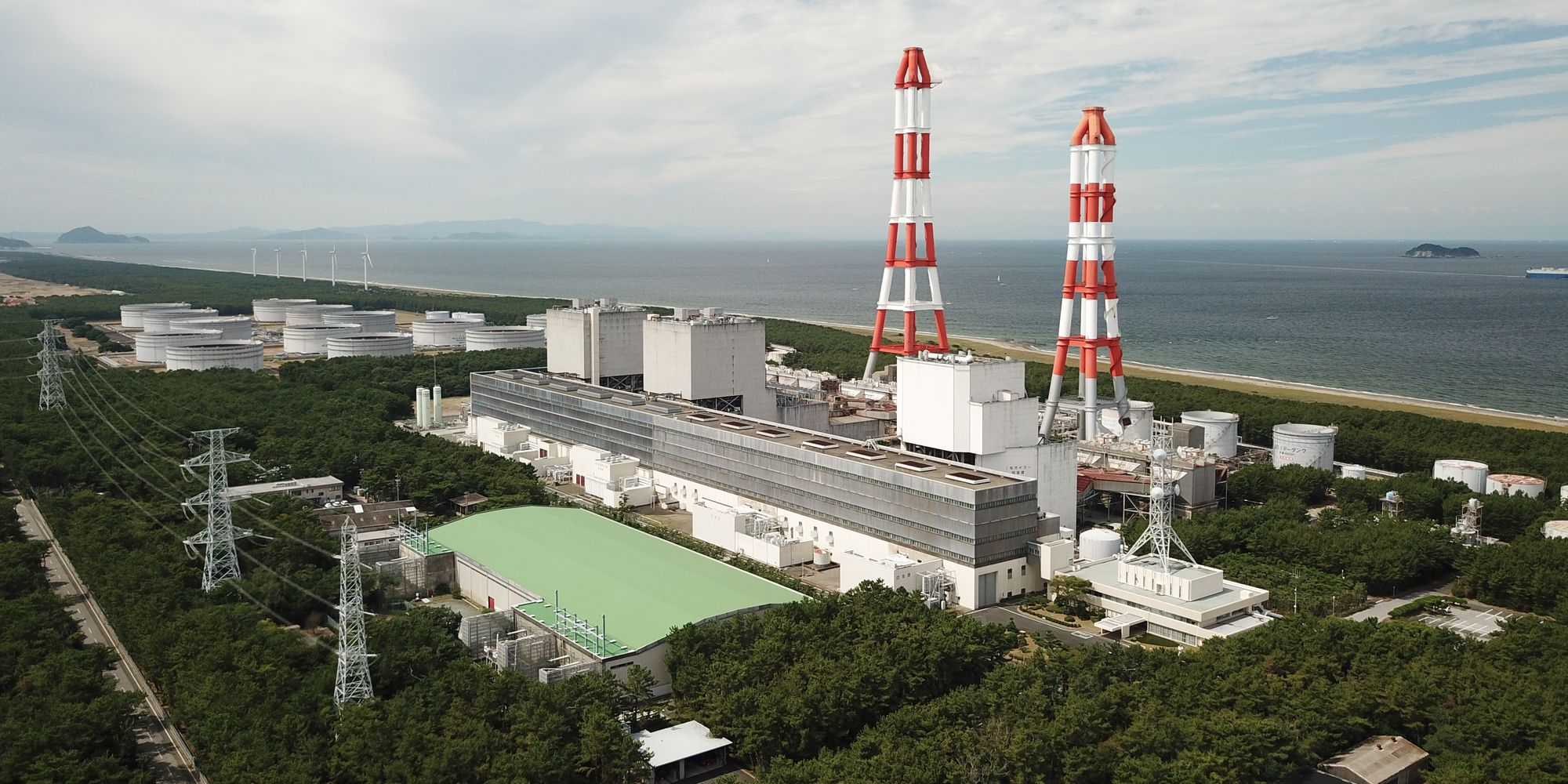
Două coșuri de fum din oțel în stil japonez amplasate la centrala termică Atsumi

Pe lângă coșurile de fum clasice, din beton armat, în industrie se utilizează și coșuri de fum metalice („japoneze”), construite din secțiuni lungi de țevi din oțel, majoritatea fiind situate în Japonia.
| Nume                                             | Țară    | Oraș        | Înălțime (m) | An   | Observații                                      | Note   |
|                                                  |         |             |              |      |                                                 |        |
| ------------------------------------------------ | ------- | ----------- | ------------ | ---- | ----------------------------------------------- | ------ |
| Termocentrala Hsinta                             | Taiwan  | Kaohsiung   | 250          |      | 2 coșuri                                        |        |
| Uzina Chimică Mitsubishi Kashima, coșul 1        | Japonia | Kashima     | 230          | 2001 | 35°54′11″N 140°41′23″E / 35.90306°N 140.68972°E |        |
| Termocentrala Chita, coșul 1                     | Japonia | Chita       | 220          |      |                                                 | [ 54 ] |
| Combinatul Siderurgic Kimitsu                    | Japonia | Kimitsu     | 220          |      |                                                 |        |
| Termocentrala Kyushudenryoku Shinkokura, coșul 2 | Japonia | Kitakyushu  | 200          |      |                                                 |        |
| Termocentrala Sakaide                            | Japonia | Sakaide     | 200          | 1971 |                                                 | [ 55 ] |
| Termocentrala Hekinan, coșul 1                   | Japonia | Hekinan     | 200          |      |                                                 | [ 56 ] |
| Termocentrala Hekinan, coșul 2                   | Japonia | Hekinan     | 200          |      |                                                 | [ 56 ] |
| Termocentrala Atsumi                             | Japonia | Atsumi      | 200          |      |                                                 | [ 57 ] |
| Termocentrala Chita, coșul 2                     | Japonia | Chita       | 200          |      |                                                 | [ 58 ] |
| Termocentrala Chita Daini                        | Japonia | Chita       | 200          |      |                                                 | [ 59 ] |
| Termocentrala Anan                               | Japonia | Anan        | 200          |      |                                                 | [ 60 ] |
| Termocentrala Kawagoe, coșul 1                   | Japonia | Kawagoe     | 200          | 1983 |                                                 |        |
| Termocentrala Kawagoe, coșul 2                   | Japonia | Kawagoe     | 200          | 1983 |                                                 |        |
| Termocentrala Yokkaichi, coșul 1                 | Japonia | Yokkaichi   | 200          |      |                                                 |        |
| Termocentrala Yokkaichi, coșul 2                 | Japonia | Yokkaichi   | 200          |      |                                                 |        |
| Rafinăria Showa Yokkaichi                        | Japonia | Yokkaichi   | 200          |      |                                                 |        |
| Uzina Chimică Mitsubishi Kashima, coșul 2        | Japonia | Kashima     | 197          |      | 35°54′11″N 140°41′23″E / 35.90306°N 140.68972°E |        |
| Uzina Chimică Mitsubishi Kurosaki, coșul 1       | Japonia | Yahatanishi | 190          |      |                                                 |        |
| Uzina Chimică Mitsubishi Mie                     | Japonia | Yokkaichi   | 174          |      |                                                 |        |
| Fabrica de procesare Yokosuka Sud                | Japonia | Yokosuka    | 170          |      |                                                 |        |
| Uzina Chimică Mitsubishi Kurosaki, coșul 2       | Japonia | Yahatanishi | 170          |      |                                                 |        |
| Uzina Chimică Mitsubishi Kashima, coșul 3        | Japonia | Kashima     | 151          |      | 35°54′11″N 140°41′23″E / 35.90306°N 140.68972°E |        |
| Termocentrala Atsumi                             | Japonia | Atsumi      | 150          |      |                                                 |        |

## Lista cronologică a celor mai înalte coșuri de fum din lume
De la începutul Revoluției industriale s-au construit coșuri de fum înalte, la început din cărămizi, iar mai târziu și din beton sau oțel. Deși coșurile de fum nu au deținut niciodată recordul absolut de înălțime, ele sunt printre cele mai înalte structuri arhitecturale de sine stătătoare și dețin adesea recorduri naționale, drept cele mai înalte construcții independente sau cele mai înalte structuri ale unei țări.
| Record      | Nume/Locație                                                 | Oraș                       | Țară          | Inaugurare                | Înălțime (m) | Observații                                                                                        | Note                        |
|             |                                                              |                            |               |                           |              |                                                                                                   |                             |
| ----------- | ------------------------------------------------------------ | -------------------------- | ------------- | ------------------------- | ------------ | ------------------------------------------------------------------------------------------------- | --------------------------- |
| 1820 – 1835 | North Lotts Glass Bottle Company                             | Dublin                     | Irlanda       | 1820                      | 30           |                                                                                                   | [ 61 ]                      |
| 1835 – 1842 | Adams' Soap Works                                            | Smethwick, Birmingham      | Regatul Unit  | septembrie–octombrie 1836 | 97,5         |                                                                                                   | [ 61 ]                      |
| 1842 – 1859 | Tennant's Stalk                                              | Glasgow, Scoția            | Regatul Unit  | 29 iunie 1842             | 132,7        | Lovit de fulger și parțial distrus, demolat în 1922                                               | [ 61 ] [ 62 ] [ 63 ]        |
| 1859 – 1885 | Port Dundas Townsend                                         | Glasgow, Scoția            | Regatul Unit  | 6 octombrie 1859          | 138,3        | Demolat în 1928                                                                                   | [ 61 ] [ 62 ] [ 64 ] [ 65 ] |
| 1885 – 1889 | Langer Emil                                                  | Mechernich                 | Germania      | 19 septembrie 1885        | 134,6        | Demolat la 28 octombrie 1961                                                                      | [ 66 ]                      |
| 1889 – 1908 | Halsbrücker Esse                                             | Halsbrücke                 | Germania      | 28 octombrie 1889         | 140          |                                                                                                   |                             |
| 1908 – 1914 | The Big Stack                                                | Great Falls, Montana       | Statele Unite | 23 noiembrie 1908         | 154,8        | Demolat în 1982                                                                                   |                             |
| 1914 – 1916 | Hitachi Smelter and Refinery                                 | Hitachi, Ibaraki           | Japonia       | 13 martie 1914            | 155,7        | Prăbușit parțial în 1993                                                                          |                             |
| 1916 – 1917 | Saganoseki Smelter and Refinery (coșul original)             | Saganoseki, Ōita           | Japonia       | noiembrie 1916            | 167,6        | Demolat în 2013                                                                                   |                             |
| 1917 – 1919 | Ruston Smelter                                               | Ruston, Washington         | Statele Unite | 1917                      | 174,0        | Demolat la 17 ianuarie 1993                                                                       |                             |
| 1919 – 1937 | Anaconda Smelter                                             | Anaconda, Montana          | Statele Unite | 5 mai 1919                | 178,3        | Cel mai înalt coș de fum construit din cărămizi                                                   |                             |
| 1937 – 1951 | Topitoria ASARCO Selby (American Smelting and Refining Co)   | Selby, California          | Statele Unite | 1937                      | 184,7        | Demolat în 1972–1973                                                                              |                             |
| 1951 – 1954 | Topitoria ASARCO El Paso (American Smelting and Refining Co) | El Paso, Texas             | Statele Unite | 1950–51                   | 183 sau 186  | Informații contradictorii cu privire la înălțimea reală a coșului de fum. Demolat în aprilie 2013 |                             |
| 1954 – 1962 | INCO Copper Cliff Nickel Refinery                            | Sudbury, Ontario           | Canada        | 1954                      |              | 194                                                                                               | [ 72 ]                      |
| 1962 – 1965 | Termocentrala Schilling                                      | Stade, Germania de Vest    | Germania      | 1962                      | 220          | Demolat în 2006                                                                                   | [ 73 ]                      |
| 1965 – 1966 | ASARCO Copper Smelter (coșul nr. 1)                          | El Paso, Texas             | Statele Unite | 1965                      | 248          |                                                                                                   |                             |
| 1966 – 1967 | Termocentrala Kashira                                        | Kașira, fosta URSS         | Rusia         | 1966                      | 250          | Utilizat și ca stâlp de susținere a liniei electrice de 220 kV                                    | [ 74 ]                      |
| 1967 – 1967 | ASARCO Copper Smelter (coșul nr. 2)                          | El Paso, Texas             | Statele Unite | 30 ianuarie 1967          | 252,5        | Demolat în aprilie 2013                                                                           | [ 75 ]                      |
| 1967 – 1968 | Termocentrala Lippendorf                                     | Neukieritzsch, fosta RDG   | Germania      | 1967                      | 300          | Demolat în 2005                                                                                   |                             |
| 1968 – 1971 | Termocentrala Mitchell                                       | Moundsville, West Virginia | Statele Unite | 26 octombrie 1968         | 367,6        |                                                                                                   | [ 76 ] [ 77 ]               |
| 1971 – 1987 | Inco Superstack                                              | Copper Cliff, Ontario      | Canada        | 1971                      | 380          |                                                                                                   |                             |
| 1987 –      | Termocentrala Ekibastuz GRES-2                               | Ekibastuz, fosta URSS      | Kazahstan     | 1987                      | 419,7        |                                                                                                   |                             |

## Notă explicativă
1. ↑  Efectul de coș reprezintă mișcarea aerului în interiorul și în afara clădirilor sau altor structuri închise, prin deschideri neetanșate, coșuri de fum, coșuri de gaze de ardere sau alte deschideri ori canale proiectate în mod special. Efectul rezultă din flotabilitatea aerului, care apare din cauza diferenței de densitate a aerului din interior și exterior, ca urmare a diferențelor de temperatură și umiditate, rezultatul fiind o forță de flotabilitate pozitivă sau negativă. Cu cât sunt mai mari diferența termică și înălțimea structurii, cu atât este mai mare forța de flotabilitate și, prin urmare, efectul de coș rezultat. Efectul este util pentru asigurarea dipersiei fumului în atmosferă sau a ventilației naturale în anumite clădiri înalte, dar în alte circumstanțe poate fi o cauză a infiltrațiilor nedorite de aer sau a creșterii pericolului de răspândire a unui eventual incendiu